# سيرش فور تومورو
سيرش فور تومورو (بالإنجليزية: Search for Tomorrow)‏ هو مسلسل دراما تم إنتاجه في الولايات المتحدة. بدأ عرضه في سنة 1951 على سي بي إس. بلغ عدد مواسم المسلسل 35 موسما، بلغ عدد حلقاته 9130 حلقة، وتبلغ مدة الحلقة الواحدة 15 دقيقة. تم بث المسلسل لأول مرة بتاريخ 3 سبتمبر 1951 بينما تم بث آخر حلقة منه بتاريخ 26 ديسمبر 1986. من بطولة ماري ستيوارت. انتهى عرضه على هيئة الإذاعة الوطنية بعد أن استمر لمدة 35 عاما.

## وصلات خارجية
- سيرش فور تومورو على موقع IMDb (الإنجليزية)
- سيرش فور تومورو على موقع كينوبويسك (الروسية)
- سيرش فور تومورو على موقع ألو سيني (الفرنسية)
- سيرش فور تومورو على موقع قاعدة بيانات الفيلم (الإنجليزية)